# Pure Vernunft darf niemals siegen
Pure Vernunft darf niemals siegen ist das siebte Studioalbum der deutschen Indie-Rock-Gruppe Tocotronic, das im Januar 2005 erschien.
Das Album, das innerhalb von nur neun Tagen produziert wurde, erweckte bei seiner Veröffentlichung beträchtliches Interesse der Medien, stand neun Wochen in den deutschen Albencharts und erreichte dabei den dritten Platz.

## Stil
Das Album zeichnet sich im Gegensatz zum Vorgängeralbum durch eine instrumentale Reduktion auf Gitarre, Bass und Schlagzeug aus, bei einfach gehaltenen Songstrukturen. Die Band wollte einen „asketischen Sound“.
Dazu im Gegensatz stehen die Texte, „in denen die Regeln der Physik und des gesunden Menschenverstands lustvoll gebrochen werden; poetischer klangen Tocotronic nie.“ Damit wenden sich Tocotronic gegen eine ihrer Meinung nach in der aktuellen Kunst stark ausgeprägten Hinwendung zur Gegenwart („totalen Willen zur Realität“, „Flucht zur Realität“, Dirk von Lowtzow).
In den Liedern des Albums werden viele Zeilen aus William Blakes Gedichtsammlung Proverbs of Hell aufgegriffen.

## Rezensionen
- „Der Zauber von Dirk von Lowtzows Traumlyrik liegt ja nach wie vor im Unnennbaren, in den Leerstellen und namenlosen Orten [...]“ (J. Wigger, Spiegel online[5])

- „Ein bisschen hinterherweinen möchte der Anhänger dem ironischen Rock-Aufbruch der frühen Tage aber schon. Wenn eine Band wie Tocotronic, die durch die Diskurs-Klassen der Hamburger Schule gereicht wurde und sich über das Spiel mit der Naivität definiert hat, Anschluss an die ewigen Fantastereien des Pop sucht (und findet), wird ein Stück originärer Popkultur endgültig verabschiedet. Ein Reifungsprozesses, der kaum mehr zu verhindern war.“(F. Sawatzki, Die Zeit[6])

- „Lowtzow besticht auf diesem Album mit zwei zentralen Dingen: Erstens hat er seinen Gesang verbessert, was auf eindrucksvolle Weise auf den meist sanften Kompositionen zur Geltung kommt. Zweitens hat er sich von seiner Zweitband Phantom/Ghost inspirieren lassen, noch tiefer in jene "tiefsten Tiefen" der menschlichen Seele einzudringen. Die Texte lesen sich wie eine Art Psycho-Anthropologie, der Glaube an ein Lovecraft'sches, undefiniertes Böse ist allgegenwärtig, doch die Liebe triumphiert.“ (S. Seiler, 3sat Kulturzeit[7])

- „Die trotzige Hamburger Schule ist zu einem Graduiertenkolleg geworden, Fachrichtung "Schönheit, Gitarren und Selbstverlust". Müpften Tocotronic einst dagegen auf, dass die Welt sie nicht verstand, ist ihnen das heute grad egal. Auch wenn sie dabei lalala singen und sich wie die eine Kreuzung aus Deleuzianern, Surrealisten und Situationisten auf kosmischen Umherschweif-Projekten aufführen, so hat das nichts mit neuer deutscher Innerlichkeit zu tun. Sondern mit einem Haken, den sie der eigenen Zeitgeistigkeit schlagen.“(K. Riesselmann, taz[8])

## Trackliste
1. Aber hier leben, nein danke, 5:05
2. In höchsten Höhen, 4:25
3. Der achte Ozean, 5:23
4. Keine Angst für niemand, 4:08
5. Gegen den Strich, 4:33
6. Angel, 4:23
7. Pure Vernunft darf niemals siegen, 4:19
8. Cheers for Fears, 4:04
9. Alles in allem, 4:03
10. Mein Prinz, 4:13
11. Tag der Toten, 4:47
12. In tiefsten Tiefen, 1:58
13. Ich habe Stimmen gehört, 5:47
Nur auf der Wiederveröffentlichung von 2008:
14. Mystery Symphonie, 9:15 (Auch auf der LaDo-Limited Edition von 2004)
15. Dark Star, 2:43
16. Pure Vernunft darf niemals siegen (Akustik-Version), 4:19

## Singleauskopplungen

Cover der Single Pure Vernunft darf niemals siegen

- Aber hier leben, nein danke (L’age d’or) – Der Titel ist eine kritische Reaktion auf die Debatte um ein „deutsches Pop-Selbstbewusstsein“ und deutschsprachige Radioquoten im Sinne der Initiative I Can’t Relax in Deutschland, der Tocotronic angehören. Der Song ist als eine Persiflage auf Volker Lechtenbrinks "Ich mag" zu verstehen.[2]
- Gegen den Strich (L’age d’or)
- Pure Vernunft darf niemals siegen (L’age d’or)